# ワシントン州の歴史

ワシントン州旗

ワシントン州の歴史（ワシントンしゅうのれきし、英:History of Washington）では、アメリカ合衆国太平洋岸北西部に位置するワシントン州となった地域に住んだ先住民族からの人類の歴史と社会活動を概説する。ヨーロッパ人やアメリカ人が到着し、領有権主張を始める前には数千年におよぶ先住民族の歴史があった。この地域は1848年から1853年までオレゴン準州の一部となり、その後オレゴンから分かれてワシントン準州となった。1889年ワシントンはアメリカ合衆国第42番目の州になった。

## 前史
考古学的物証を見ると太平洋岸北西部は北アメリカで最初に人が住んだ地域となったことを示唆している。13,000年前の獣骨や人骨がワシントン中で発見され、オリンピック半島の住居跡は紀元前9000年頃に遡り、コロンビア川の大洪水でコロンビア峡谷が削られた3,000年から5,000年後のこととされている。
この地域にヨーロッパ系アメリカ人が到着する前は、125の異なる先住民族と50の方言が存在したと推計されている。ピュージェット湾地域全体では海岸種族が地域の豊富な自然資源を利用し、主にサケ、オヒョウ、甲殻類および鯨で生計を立てていた。杉は重要な建築材料であり、これら種族が丸太小屋や大きなカヌーを造るために使われた。衣類も杉の樹皮から作られた。コロンビア川の種族は北西部でも歴史的に最も豊富にサケが釣れる場所であるワシントン滝を支配することによってワシントンでも最も富裕な種族になった。現在のオレゴン州ダレスから東のコロンビア川にあるこれらの滝は何百万というサケが産卵に訪れる川筋にあたった。より攻撃的な海岸種族の中に個人の富を増やす者が現れ、性別による労働分担、すなわち女性は交易者として顕著な役割を果たし、男性は戦争に参加して他の種族を捕虜に取ることを奨励した。プラトー（高原）種族と呼ばれる東部の種族は季節で変わる狩猟、漁労および採集で生活していた。プラトー・インディアンの中の種族の仕事は男性も女性も等しく食糧を確保する責任があることで男女分業が行われていた。
海岸地域の主要な種族としては、チヌーク族、ラミ族、キノールト族、マカ族、キリュート族、およびスノホミッシュ族がいた。プラトー種族としては、カイユース族、ネズ・パース族、オカナガン族、パルース族、スポケーン族、ウェナチー族およびヤキマ族がいた。今日、ワシントンには20以上のインディアン居留地があり、その中でも最大のものはヤキマ族のためのものである。
地域の北西隅にあるオゼットでは、古代の集落が恐らくは約500年前の地震に端を発した泥流で覆われた。5万点以上の保存状態の良い人工遺物が発見されて分類され、その多くは現在ニーベイのマカ族文化研究センターに展示されている。他の遺跡からもどのくらい長く人々がそこに住んでいたかが分かってきた。親指の爪の大きさの水晶ナイフの刃がクララムベイ近くのホコ川遺跡から発見され、2,500年前のものと考えられている。

## 植民地化

### 初期ヨーロッパ人とアメリカ人の探検
ワシントンの海岸に初めてヨーロッパ人が上陸した記録は、1774年のスペイン人フアン・ペレスによるものである。1年後、スペイン人船長ブルーノ・デ・エセタがソノラ号と2隻の船隊の1隻サンチァゴ号に乗って、キノールト川河口近くに上陸し、北のロシア領までのその海岸地域を領有権主張した。
1778年、イギリス人探検家ジェームズ・クック船長がファンデフカ海峡の入り口でフラッタリー岬を視認した。しかし海峡を探検したのは1789年のチャールズ・W・バークリー船長が最初だった。スペインとイギリスの間に結ばれた1790年のヌートカ協定によってスペインの独占権を終わらせ、北西部海岸は他の国からの探検家や交易業者に解放され、その中でも著名なのがイギリス、ロシアそして新生間もないアメリカ合衆国だった。その後も海峡の探検は1790年のスペイン人探検家マニュエル・クインパー、1791年の同じくスペイン人のフランシスコ・デ・エリザ、および1792年のイギリス人船長ジョージ・バンクーバーによって行われた。バンクーバーとその探検隊は1792年から1794年にかけてワシントン海岸の地図を作成した。
ロバート・グレイ船長（グレイズハーバー郡の名は彼に因むもの）が1792年にコロンビア川河口を発見し、その川を乗船コロンビア号に因んで名付け、後にラッコ生皮の交易を始めた。トーマス・ジェファーソン大統領の指示に基づくルイス・クラーク探検隊は1805年10月10日に東部から地域内に入った。メリウェザー・ルイスとウィリアム・クラークは大西洋岸北西部のインディアン種族が遠征中に出会った種族とは違っていることに驚かされ、海岸種族とプラトー種族の中で女性の地位が高いことを特に記した。ルイスは、女性や高齢者が男性と平等であることは平等に分配された経済的役割と結びついているという仮説を立てたが、ルイスもクラークも先住民の女性と意味ある接触をした訳ではなく、それは彼等の旅行日誌に反映されている。ルイス・クラーク探検隊から5年後にカナダ人探検家デイビッド・トンプソンはワシントン東部に交易基地を設立し、最初のアメリカ人開拓地は1811年に太平洋毛皮会社のためにデイビッド・スチュアートがオカナガンに設立したものだった。初期ヨーロッパ人毛皮交易業者とインディアン女性との間の性的交渉の結果、メティ（混血の人々）の人口が増えて行った。1830年に開拓が許され白人女性が地域内に入ってくるまで、メティの女性が交易業者の妻として引っ張りだこになった。

### アメリカとイギリスの領土紛争
1819年のアダムズ＝オニス条約でスペインは北緯42度線から北の地域の権利をアメリカ合衆国に譲った（しかし、ヌートカ協定によって許可されていなかったので所有ではなかった）。ロシアは1824年にロシアとアメリカの支配する地域の境界を線引きする協定に調印した。イギリスとアメリカ合衆国は既に1818年の条約と1827年に更新された条約で地域の共同支配と占有について合意していた。このイギリスとアメリカによる論争ある共同占有期間はオレゴン境界紛争と呼ばれ、1846年6月15日まで続き、この時のオレゴン条約によってイギリスはその土地に対する領有権主張を取り下げた。
1848年、現在のワシントン州、オレゴン州、アイダホ州全部とモンタナ州とワイオミング州の一部からなるオレゴン準州が創設された。ワシントン州とアイダホ州、モンタナ州の一部を含むワシントン準州はオレゴン準州の中から1853年に造られた。

## 初期アメリカ人の開拓

### ワシントン東部
ワシントン東部の開拓地は大半が農業でありワラワラ渓谷の伝道所周辺に集中していた。伝道所ではインディアンの「文明化」を試み、しばしば先住民の習慣を無視したり誤解したりしていた。伝道師のマーカス・ホイットマンやナーシサ・ホイットマンが1847年に民族的緊張関係が高まった時にその使命から離れることを拒み、14人の伝道師がカイユース族やウマティラ族インディアンに殺された。ワラワラにおけるホィットマン虐殺の解説には、病気の蔓延、宗教と生活様式双方に対する厳しい転換の試みに対する不満、および伝道師、特にオレゴン準州では最初のアメリカ人女性だったナーシサ・ホイットマンによって示された先住インディアンに対する侮蔑が挙げられていた。多くの白人同様、特に福音主義者のナーシサ・ホイットマンは伝道生活の厳しい現実に対する備えが無かった。
この出来事がインディアンに対するカイユース戦争を引き起こし、ヤキマ戦争が続いて、共に1858年まで続いた。
1847年の暫定オレゴン準州議会は直ちに志願兵中隊を立ち上げ、必要ならばカイユース族に対する戦争に向かい、また民兵指導者の何人かには不満だったが休戦協定を結ぶ使者も送った。後にアメリカ陸軍が民兵隊の支援に派遣された。これら民兵隊は好戦的であり、友好的なインディアンも敵対的なインディアンも挑発した。
1850年、5人のカイユース族が1847年のホイットマン殺人で有罪とされ、絞首刑にされた。散発的な流血沙汰は1855年まで続き、カイユース族はその多くが殺され、打ち破られ、その土地を奪われ、オレゴン北東部のウマティラ・インディアンとともに居留地に移された。
インディアンと「アメリカ人」開拓者の間の土地領有に関する紛争は、1855年のワラワラ協議会での「条約」によってカイユース族だけでなくワラワラ族やウマティラ族までもウマティラ・インディアン居留地に強制移住させることになった。その他14種族はワシントン北東部のヤカマ・インディアン居留地に強制移住させられた。またネズ・パース族はワシントン、オレゴンおよびアイダホの境界地域の居留地に移住させられた。この同じ年に新しく設立されたヤカマ・インディアン居留地で金が発見され白人鉱夫がこれらの土地に侵入した。インディアン達は最初にヤマカ族、続いてワラワラ族やカイユース族も加わり、同盟してアメリカ人と戦い、いわゆるヤキマ戦争となった。アメリカ陸軍が部隊を派遣し、多くの襲撃や戦闘が起こった。1858年、アメリカ人はフォーレイクスの戦いでインディアンを決定的に破った。新しく強制された「条約」でインディアン達は再び居留地に閉じ込められた。

#### ピュージェット湾
アメリカ人開拓者達はオレゴン・トレイルに沿って西に移動し、ある者はオレゴン準州北部を通ってピュージェット湾地域に入植した。現在のワシントン州西部のピュージェット湾地域で最初の開拓地はニスカリー砦であり、ハドソン湾会社の子会社ピュージェット湾農業会社に所有される農園と毛皮交易基地だった。ワシントンの初期創設者で黒人開拓者のジョージ・ワシントン・ブッシュとそのカフカス人の妻イザベラ・ジェイムズ・ブッシュはそれぞれミズーリ州とテネシー州の出身であり、白人4家族を伴って地域に入り、1846年に現在はタムウォーターと呼ばれるニューマーケットに入植した。彼等はオレゴンの人種差別的開拓法を避けてワシントンに入った。彼等の後には、さらに多くの開拓者が陸路オレゴン・トレイルを通り、北に逸れてピュージェット湾地域に入植した。西部の他のアメリカ人占有地とは対照的に、開拓者と先住民族との間の暴力沙汰は比較的少なかったが、幾つかの例外はあり、例えば準州知事のアイザック・インガルス・スティーブンスは1853年の広範な作戦行動でインディアンたちにその土地や権利を譲歩させたのは注目すべきである。ピュージェット湾戦争、カイユース戦争、ヤキマ戦争およびスポケーン戦争が、アメリカ人当局と先住民政府の間の大きな紛争だった。1850年代にはハイダ族、トリンギット族などイギリス領やロシア領の北方民族による襲撃が、ピュージェット湾などの先住民族やアメリカ人開拓者を脅かした。1858年のイギリス領コロンビアで起きたフレイザー峡谷ゴールドラッシュに向かう鉱夫たちは武器を携えてオカナガン・トレイルを通り、その途中で多くの暴力沙汰が発生した。
製材業が地域内に開拓者を惹き付けた。シアトル（1853年設立、当初は「デュワンプス」と呼ばれた）のような海岸都市が創られた。オレゴン準州に家族全員を運んだ幌馬車隊とは異なり、これら初期の交易を行う開拓地は主に単身の若い男性が多かった。酒、ギャンブルおよび売春がそこら中に溢れ、シアトルの設立者の一人デイビッド・スウィンソン・"ドック"・メイナードはうまく経営されている売春であれば経済の機能的な部分になりうると考え、これらを支持した。イギリス領コロンビア植民地となった所でのフレイザー峡谷ゴールドラッシュはピュージェット湾北部での開拓や商業活動に活気を呼び、ポートタウンゼントやワットコム（現在のベリンガム）が商業中心として生まれ、当初はビクトリアに対抗して金鉱地の積出港になろうとしたが、植民地知事がフレイザー川への交通はすべてビクトリア経由でという命令を出して収まった。金鉱地に関連する事業は制限されたものの、ゴールドラッシュが暫く誤解に基づくものとされた時に「フレイザー川詐欺」を離れた多くの者がワットコム郡やアイランド郡に入植した。これら開拓者の中には1859年のブタ戦争時にサンフアン諸島に入っていた。

## 州昇格

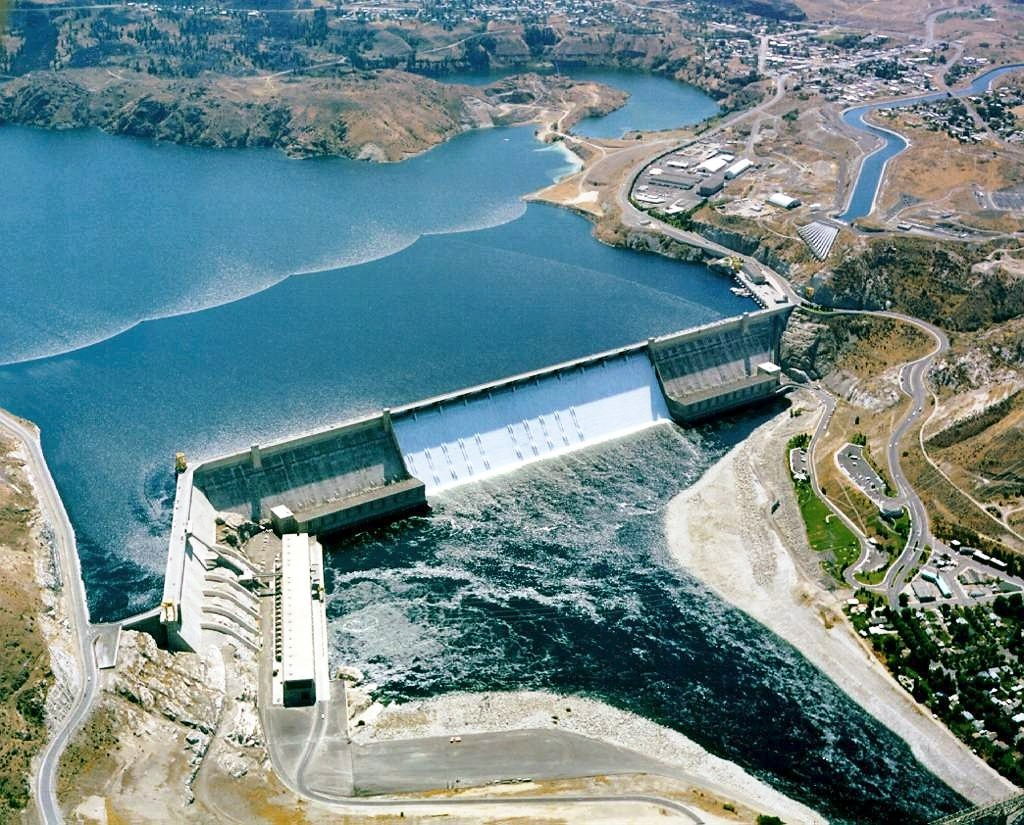
コロンビア川のグランドクーリーダムは建設当時世界最大だった。

権限付与法の成立によって、1889年11月11日、ワシントンは合衆国42番目の州に昇格した。提案された州憲法は4対1の比率で可決され、当初女性参政権と禁酒法を含んでいたが、どちらも票決で破れ、承認された憲法からは除外された。女性はワシントン準州議会によって1883年に投票権を与えられていたが、1887年にワシントン準州最高裁判所が女性の禁酒法支持に対する反応として取り消していた。太平洋岸北西部の女性達はこの当初の敗北にも拘らず、ワシントン州が1910年に参政権修正条項を可決することで、合衆国の他地域よりも早く参政権を与えられた。
州内の初期主要産業は農業、製材業および鉱業だった。州東部のスポケーンは鉱業活動の小さな中継点であり、ヤキマ渓谷はそのりんご園と小麦畑で知られた。カスケード山脈の西は降雨量が多くて深い森林を生み、ピュージェット湾沿いの港は木材とくにベイマツの製材と積み出しで繁栄した。1905年ワシントン州は合衆国でも最大の木材生産地となった。シアトルはアラスカとの主要貿易港であり、一時は大きな造船業を有した。ワシントン州で発展したその他の産業としては、漁業、サケの缶詰製造業および鉱業だった。かなり長い間、タコマは金、銀、銅および鉛の鉱石が取り扱われる大きな製錬業で知られた。ピュージェット湾東部の地域は第一次世界大戦や第二次世界大戦の時期を含む期間重工業が発展した。ボーイングが地域の象徴となった。
20世紀への変わり目までに、ワシントン州は多くのアメリカ人の心に危険な評判の一つとなった。フロンティア時代の西部の他地域と同様に疑いも無く「ワイルド」という大衆のワシントン州に対するイメージは単にカウボーイを木こりに置き換え、砂漠を森林に置き換えたものだった。社会主義の感情が相当に強く、フランクリン・ルーズベルト政権の郵政長官ジェイムズ・ファーリーは「合衆国には47の州があり、ワシントンのソビエトがある。」と冗談を言った。ワシントン州における20世紀初期の進歩主義的勢力は太平洋岸北西部における何万もの女性に指導者や政治力の機会を提供する女性集団の活動に一部起因していた。1926年、バーサ・ナイト・ランズがシアトル市長に選出され、アメリカ合衆国の大都市では最初の女性市長になった。
世界恐慌の時代、発電量を上げる計画の一部としてコロンビア川沿いに一連の水力発電ダムが建設された。これは1941年、合衆国最大のグランドクーリーダム完工で頂点をなした。

## 第二次世界大戦
第二次世界大戦中、ピュージェット湾地域ではボーイングが国の重爆撃機の多くを生産し、シアトル、ブレマートン、バンクーバーおよびタコマの港は戦争のための造船に使われて、軍需産業の中心になった。労働需要と徴兵される若者とが同時に増加し、女性が地元メディアに募集されて多数の労働力になった。造船所の労働者のうち4分の1は女性であり、職場には初めて政府が出資した託児所が設けられた。
州東部では、ハンフォード原子力工場が1943年に開設され国の原子爆弾開発に大きな役割を果たした。原子爆弾はハンフォード・プルトニウムを加えられ、ボーイングB29で運ばれた。

## 現在のワシントン州

### セント・ヘレンズ山の噴火

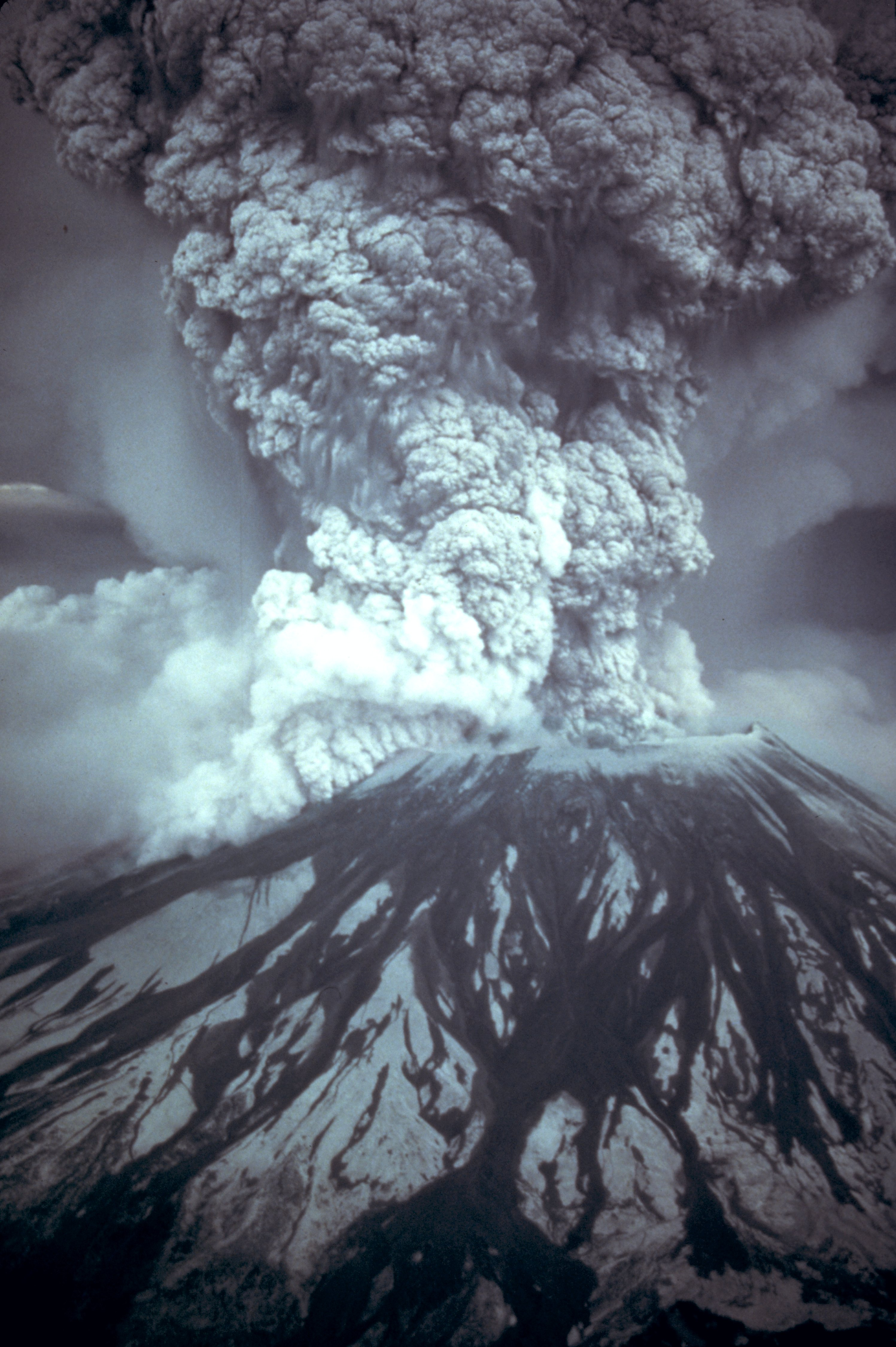
1980年のセント・ヘレンズ山噴火

1980年5月18日、大きな振動と噴火の期間が続いた後に、セント・ヘレンズ山の北東斜面が爆発し、火山の頂部大半を吹き飛ばした。この爆発で何マイルもの森林を破壊し、57人の生命を奪い、コロンビア川やその支流を灰と泥で埋めて溢れさせ、ワシントン州の大半で灰が積もり、昼を夜のように見させた。

### 経済
ワシントン州は幾つかの著名企業で良く知られており、中でも最も著名なのがマイクロソフト、ボーイングおよびスターバックスである。独占企業には州内で長い歴史があり、ビル・ボーイングの名前をつけた会社は1916年の小さな飛行機会社から国家的航空機製造および航空路線運行の複合企業体ボーイング・アンド・ユナイテッド・エアラインズまで成長したが、その後1934年の独占禁止規制によって解体された。ビル・ゲイツのマイクロソフトは2000年4月に同様な告発を受けたが、会社の分割は免れた。

### 政治
ワシントン州の政治は1950年代と1960年代およびジョン・F・ケネディ大統領の選出以来、一般に民主党支持である。有権者が候補者名簿に記載されるどの候補者を選んでも良く、特定の政党に縛られることを要求されないというこの州のブランケット予備選挙制度は2003年に違憲と裁定された。政党に繋がる予備選挙は2004年の大統領選挙と知事選挙に採用された。2004年の選挙でクリスティーヌ・グレゴワールが知事に当選し、知事と2人の上院議員（パティ・マーレイとマリア・キャントウェル）が全て女性で占められる最初の州になった。
世界貿易機関 (WTO)のシアトル閣僚会議が開催された1999年に起こったWTOに対する抗議行動は、時に「シアトルの戦い」と呼ばれることもある。少なくとも4万人とみられる抗議集団は環境問題に関わるNGO、労働組合、学生集団、宗教団体および無政府主義者を含んでいた。
2006年1月30日、クリスティーヌ・グレゴワール知事は、ゲイとレズビアンが住居、融資および雇用で差別されることから保護する法に署名し、このことでは合衆国17番目の州に、またこの保護をトランス・ジェンダー（性転換者）に適用することでは7番目の州になった。主導的活動家ティム・アイマンは同じ日に住民投票を要求しこの問題を州内有権者の判断に委ねることを求めた。11月の選挙を有効にするために、この方法は2006年6月6日までに少なくとも112,440人の有権者署名を集める必要があった。「住民投票日曜日」と渾名されたように署名を集めるために州内の保守的教会から後押しを受けたにも拘らず、アイマンは105,103人の署名しか集められず、7,000人以上が不足した。この結果、法律は6月7日付けで効力を発揮した。ワシントン州議会はさらに進歩的な家庭内パートナーシップ（同棲関係）に及ぶ法も提案した。